# Мартин, Герберт
Герберт Мартин (нем. Herbert Martin; 29 августа 1925, Энсдорф, Территория Саарского бассейна — 29 сентября 2016, Энсдорф, Германия) — немецкий футболист, нападающий. Выступал за сборную Саара.

## Биография

### Клубная карьера
Практически всю карьеру провёл в клубе «Саарбрюккен», за который выступал более 10 лет.

### Карьера в сборной
За сборную Саара выступал на протяжении всех 7 лет её существования и в том числе принял участие в первом и последнем матчах. В дебютной игре против сборной Швейцарии 22 ноября 1950 года отметился дублем. Также принял участие во всех четырёх матчах отборочного турнира чемпионата мира 1954, где забил гол в ворота сборной ФРГ.
Всего сыграл за сборную Саара 17 матчей и забил 6 голов. Таким образом, Герберт Мартин является лучшим бомбардиром сборной (на равне с Гербертом Бинкертом) и занимает второе место по количеству сыгранных матч, уступая лишь Вальдемару Филиппи.